# Les Intrigues de Sylvia Couski
Pour plus de détails, voir Fiche technique et Distribution.
Les Intrigues de Sylvia Couski est un film français réalisé par Adolfo Arrieta et sorti en 1975.

## Fiche technique
- Titre : Les Intrigues de Sylvia Couski
- Réalisation : Adolfo Arrieta
- Scénario : Adolfo Arrieta
- Photographie : Adolfo Arrieta
- Production : Adolfo Arrieta
- Pays de production :  France
- Durée : 90 minutes
- Date de sortie : France - 12 mars 1975

## Distribution
- Marie France
- Michèle Moretti
- Howard Vernon
- Hélène Hazera